# Krisna rufimarginata
Krisna rufimarginata är en insektsart som beskrevs av Cai och Shen 1997. Krisna rufimarginata ingår i släktet Krisna och familjen dvärgstritar. Inga underarter finns listade i Catalogue of Life.